# Jardines del Parque del Estado Alfred B. Maclay
EL Alfred B. Maclay State Gardens es un Parque Estatal de Florida de  1176 acres (4.76 km²), jardín botánico y lugar  histórico, ubicado en Tallahassee, en el noroeste de Florida. Su dirección es 3540 Thomasville Road.
Los jardines también son un distrito histórico de los EE. UU., conocido como Killearn Plantation Archeological and Historic District. Recibió esta designación el 16 de agosto de 2002. Según el National Register of Historic Places, alberga 18 edificios históricos, 4 estructuras y 4 objetos.

## Historia
Los jardines tienen su inicio en 1923, año en el que Alfred Barmore Maclay (1871-1944) y su esposa, Louise Fleischman, compraron la finca. 
Maclay denominó a sus jardines Killearn, en recuerdo del lugar de nacimiento de su bisabuelo en Escocia, y los desarrolló continuamente hasta su muerte. 
Su esposa continuó su desarrollo, abriéndolos al público en 1946, y en 1953 donó unos 307 acres (1.24 km²) de su finca, incluyendo los jardines, al "Florida Board of Park Service". En 1965 los jardines fueron renombrados como "Maclay" en su honor.

## Biología

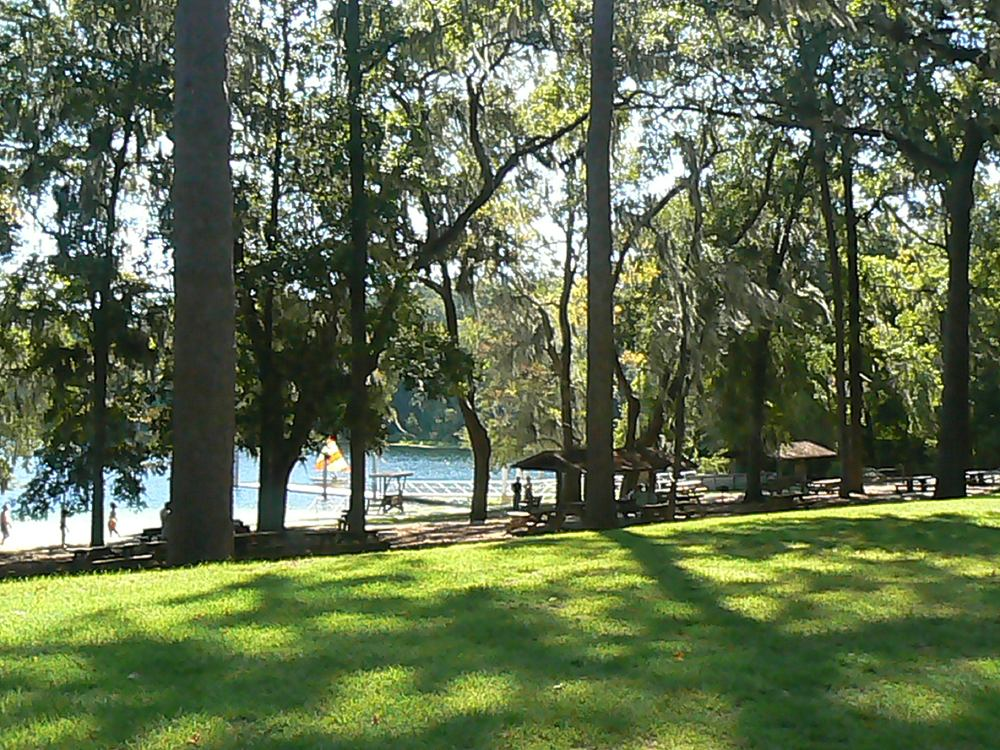
Alfred B. Maclay Gardens State Park con el Lago Hall al fondo, septiembre de 2007.

El grueso de las plantaciones son azaleas y camellias. Entre los árboles se incluyen ciprés calvo, tulipero negro, Cyrilla, especies del género Cornus, Carya, e Ilex, acer japonés, robles, ciruelos, redbud, cercis, y Torreya taxifolia. Otras plantaciones incluyen ardisia, aucuba, Zamia integrifolia, Chapman's rhododendron, gardenia, jengibre, jasmín, magnolia oriental, laurel de montaña, nandina, palmetto, palmera sago, selaginella, wisteria, y yucca filamentosa.

## Lagos
- Lago Hall
- Lago Overstreet
- Lago Elizabeth o Gum Pond

## Casa Maclay
En el año 1909 la "Maclay House" fue acondicionada con mobiliario para acorde de la casa residencial de la familia Maclays. La casa se puede visitar durante en temporada alta desde enero hasta abril.

## Actividades Recreativas
El parque tiene instalaciones para la práctica del ciclismo, pajareo, navegación en bote, prácticas de remo en canoa, pesca, senderismo, equitación, práctica del remo en kayak, áreas de pícnic y natación. También tiene un  museo con exhibiciones ilustrativas.

## Horas
El jardín se encuentra abierto todos los días del año y se paga una tarifa de entrada.

## Galería

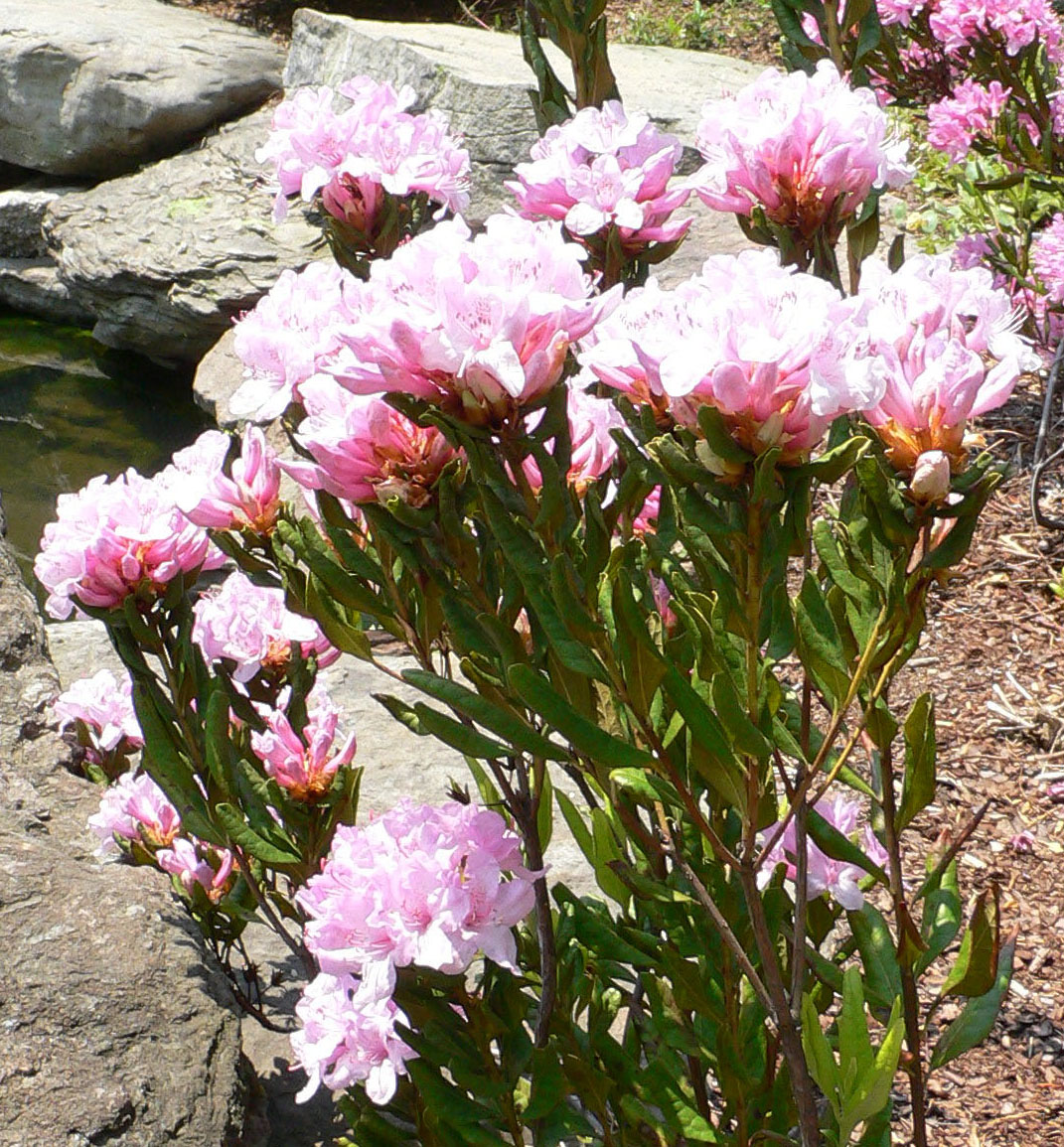
Chapman's Rhododendron (Rhododendron chapmanii)
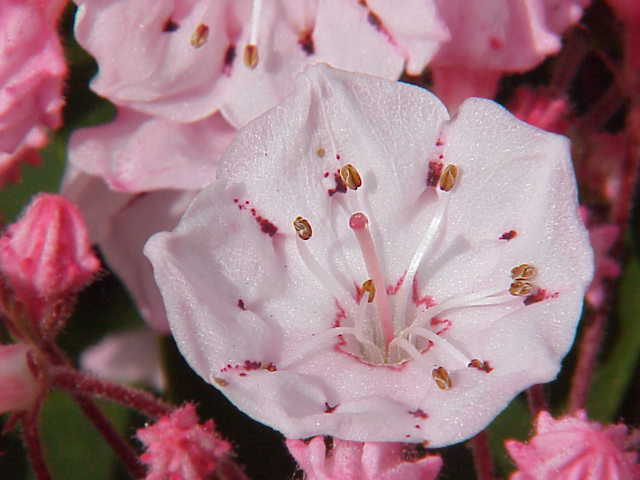
Laurel de montaña
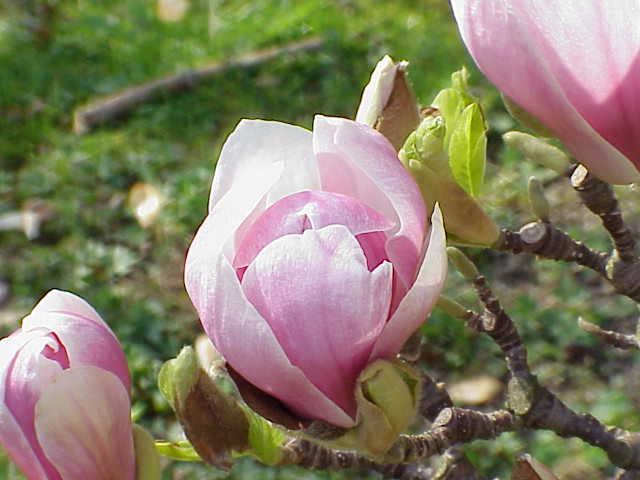
Magnolia Oriental (Magnolia × soulangeana)
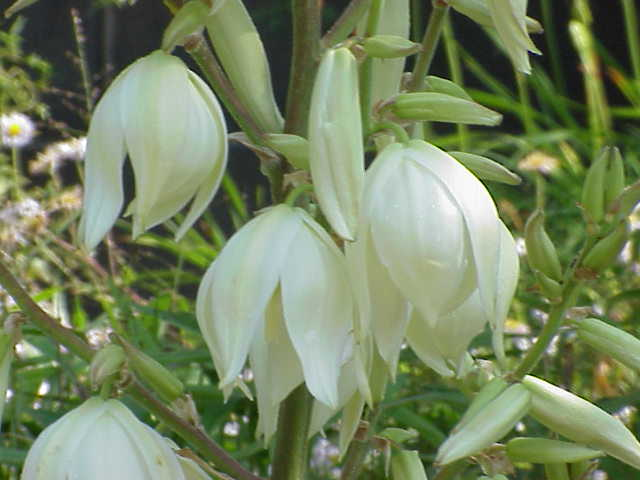
Yucca filamentosa